# マルティン・フェニン
マルティン・フェニン（Martin Fenin, 1987年4月16日 - ）は、チェコ・ヘプ出身の元同国代表サッカー選手。ポジションはフォワード。FKヴァルンスドルフ所属。

## 経歴
2003年、FKテプリツェでプロデビュー。チェコ代表としてもU-15をはじめ各世代で活躍。U-20代表では2007年に開催されたFIFA U-20ワールドカップで3得点を挙げ、チームを準優勝に導く。その後すぐにフル代表に招集。リーグでも一時得点ランク3位に入り、同年のチェコ最優秀若手選手にも選出された。
ユヴェントス、アーセナルなどのビッグクラブも獲得を狙っていたが、本人の希望もあり2008年1月にフランクフルトに移籍。ドイツでのデビュー戦でハットトリックを決めた。
2009年4月、売春婦とともにレストランで飲食パーティーをしていたとしてトマーシュ・ウイファルシ、マレク・マテヨフスキー、ラドスラフ・コヴァチ、ミラン・バロシュ、ヴァーツラフ・スヴェルコシュとともに代表を追放された。なお後に代表へ復帰している。

## 所属クラブ
- FKテプリツェ 2003-2007
- アイントラハト・フランクフルト 2008-2011
- エネルギー・コットブス 2011-2013
- SKスラヴィア・プラハ 2013
- FKテプリツェ 2014
- FCイストル 2014
- ケムニッツFC 2015-2016
- FCズブロヨフカ・ブルノ 2016-2017
- FKヴァルンスドルフ 2017-

## 代表歴
- チェコ代表
  - 2007年8月22日 - A代表初出場  - オーストリア代表戦